# Барросаш-і-Таяш
Барросаш-і-Таяш (порт. Barroças e Taias) — район (фрегезія) в Португалії,  входить в округ Віана-ду-Каштелу. Є складовою частиною муніципалітету  Монсан. За старим адміністративним устроєм входив в провінцію Мінью. Входить в економіко-статистичний  субрегіон Мінью-Ліма, який входить в Північний регіон. Населення складає 357 чоловік на 2001 рік. Займає площу 2,46 км².
| Португалія | Це незавершена стаття з географії Португалії. Ви можете допомогти проєкту, виправивши або дописавши її. |